# Добрушино (Крым)
Добру́шино (укр. Добрушине, крымскотат. Çotay, Чотай) — село в Сакском районе Крыма (согласно административно-территориальному делению Украины — центр Добрушинского сельского совета Автономной Республики Крым, согласно административно-территориальному делению РФ — центр Добрушинского сельского поселения Республики Крым).

## Современное состояние
На 2016 год в Добрушино 12 улиц; на 2009 год, по данным сельсовета, село занимало площадь 62,68 гектаров, на которой в 453 дворах числилось 1103 жителя. В селе действуют средняя школа, детский сад «Колосок», дом культуры, библиотека, фельдшерско-акушерский пункт, врачебная амбулатория, церковь Собора Вселенских учителей и святителей. Добрушино связано автобусным сообщением с Евпаторией и соседними населёнными пунктами.

## География
Добрушино расположено на северо-западе района, примерно в 42 километрах (по шоссе) от райцентра города Саки, в 23 км от Евпатории (там же находится ближайшая железнодорожная станция), высота центра села над уровнем моря — 67 м. Транспортное сообщение осуществляется по региональной автодороге 35Н-022 Славянское — Евпатория (по украинской классификации С-0-11103).

## История
Село Чотай известно со времён Крымского ханства. На протяжении XIX — начала XX веков это было небольшое крымскотатарское поселение (64 жителя по переписи 1926 года). В 1927 году по соседству с Чотаем еврейскими переселенцами было основано село Добрушино, названное в честь еврейского драматурга Иехезкеля Добрушина. По данным всесоюзная перепись населения 1939 года в селе проживало 322 человека.
Вскоре после начала отечественной войны часть еврейского населения Крыма была эвакуирована. В декабре 1941 или январе 1942 года оставшиеся под оккупацией евреи села отрядом СД были расстреляны на центральной усадьбе колхоза имени Молотова, всего погибло 46человек. 24 июня 1944 года останки погибших были перезахоронены в братской могиле на сельском кладбище. Время реконструкции захоронения пока не установлено. Всего на фронтах сражались 43 жителя села, все награждены орденами и медалями, 14 из них погибли. В их честь в 1967 году в центре села установлен памятный знакк, в 1980 году заменённый на мемориальную композицию из вертикальной и горизонтальной стел на общем подиуме. Постановлением Совета министров Республики Крым № 627 от 20 декабря 2016 года оба памятника отнесены к категории объектов культурно-исторического наследия России регионального значения.
С 25 июня 1946 года Добрушино в составе Крымской области РСФСР, а 26 апреля 1954 года Крымская область была передана из состава РСФСР в состав УССР. Время включения в Наташинский сельсовет пока не установлено: на 15 июня 1960 года село уже числилось в его составе. 1 января 1965 года, указом Президиума ВС УССР «О внесении изменений в административное районирование УССР — по Крымской области», Евпаторийский район был упразднён и село включили в состав Сакского (по другим данным — 11 февраля 1963 года). После депортации крымских татар село Чотай было переименовано в Яковлево, и между 1960-м и 1968 годом присоединено к Добрушино.
К 1 января 1968 года село центр сельсовета.
На 1974 год в Добрушино имелась восьмилетняя школа, дом культуры с стационарной киноустановкой и залом на 400 мест, библиотека с фондом 7 тыс. книг, фельдшерско-акушерский пункт, 2 магазина, столовая и почтовое отделение. По данным переписи 1989 года в селе проживало 1185 человек.
В 1989—1990-х годах была построена средняя общеобразовательная школа. В этих же годах был построен и введен в эксплуатацию цех по производству колбасных изделий. С 12 февраля 1991 года село в восстановленной Крымской АССР, 26 февраля 1992 года переименованной в Автономную Республику Крым. С 21 марта 2014 года в составе Крыма аннексировано Россией.

## Население
| 2001 | 2014  |
| ---- | ----- |
| 1215 | ↘1213 |

Всеукраинская перепись 2001 года показала следующее распределение по носителям языка
| Язык             | Процент |
| ---------------- | ------- |
| русский          | 64.28   |
| украинский       | 19.18   |
| крымскотатарский | 14.49   |
| другие           | 0.16    |

### Динамика численности
| - 1939 год — 322 чел. - 1974 год — 995 чел. - 1989 год — 1185 чел. | - 2001 год — 1215 чел. - 2009 год — 1103 чел. - 2014 год — 1213 чел. |